# Eydelstedt
Eydelstedt (plattdeutsch: Eidelstee) ist eine Gemeinde in der niedersächsischen Samtgemeinde Barnstorf im Landkreis Diepholz.

## Geografie

### Geografische Lage
Eydelstedt liegt zwischen dem Naturpark Dümmer und dem Naturpark Wildeshauser Geest ungefähr in der Mitte zwischen Bremen und Osnabrück. Die Gemeinde gehört der Samtgemeinde Barnstorf an, die ihren Verwaltungssitz in dem Flecken Barnstorf hat.

### Gemeindegliederung
Die fünf Ortsteile der Gemeinde sind:
- Donstorf (mit Heitmannshausen, Egelriede, Clausen, Danhollen, Holte, Neu-Holte, und Donstorf)
- Dörpel (mit Scharrel und Dörpel)
- Düste (mit Helmsmühle, Aufurth, Herkamp, Neu-Aufurth und Düste)
- Eydelstedt (mit Gothel, Holzort, Neu-Eydelstedt, Haßlau, Klöterbusch, Heide, Traxelsiedlung und Eydelstedt)
- Wohlstreck (mit Brockmannshausen, Stubben, Bülten, Ohe, Hartingen, Hollen, Clausheide, Wuthenau, Loge, Schierholz, Neu-Schierholz und Krakeel)

## Geschichte
Erstmals erwähnt wurde die Gemeinde Eydelstedt im 12. und 13. Jahrhundert im Güterregister des Klosters Corvey.
Am 1. März 1974 wurden die Gemeinden Donstorf, Dörpel, Düste und Wohlstreck eingegliedert.
Während des Kalten Krieges gab es von 1961 bis 1988 in der Hülsmeyer-Kaserne die Nukleare Verwahrung der USA für das Flugabwehrraketenbataillon 25 mit Nike Hercules-Raketen.

## Politik

### Gemeinderat
Der Rat der Gemeinde Eydelstedt besteht aus elf Ratsfrauen und Ratsherren. Dies ist die festgelegte Anzahl für die Mitgliedsgemeinde einer Samtgemeinde mit einer Einwohnerzahl zwischen 1000 und 2000 Einwohnern. Die Ratsmitglieder werden durch eine Kommunalwahl für jeweils fünf Jahre gewählt. Die aktuelle Amtszeit begann am 1. November 2021 und endet am 31. Oktober 2026.
Die letzte Kommunalwahl vom 12. September 2021 ergab das folgende Ergebnis:
| Partei                | Anteilige Stimmen | Anzahl Sitze |
| --------------------- | ----------------- | ------------ |
| WGE                   | 81,92 %           | 9            |
| SPD                   | 9,84 %            | 1            |
| Bündnis 90/Die Grünen | 8,24 %            | 1            |

Die Wahlbeteiligung bei der Kommunalwahl 2021 lag mit 63,77 % über dem niedersächsischen Durchschnitt von 57,9 %.

### Bürgermeister
Der Gemeinderat wählte das Gemeinderatsmitglied Martina Thesing (WGE) zur ehrenamtlichen Bürgermeisterin für die aktuelle Wahlperiode.
bisherige Amtsinhaber
- 1986–2001: Tronje Hagen (1924–2013), Ehrenbürgermeister
- 2001–2011: Cord-Hinrich Egelriede
- 2011–2021: Friedrich Bokelmann (1947–2024)[8]
- seit 2021: Martina Thesing

## Naturschutzgebiete

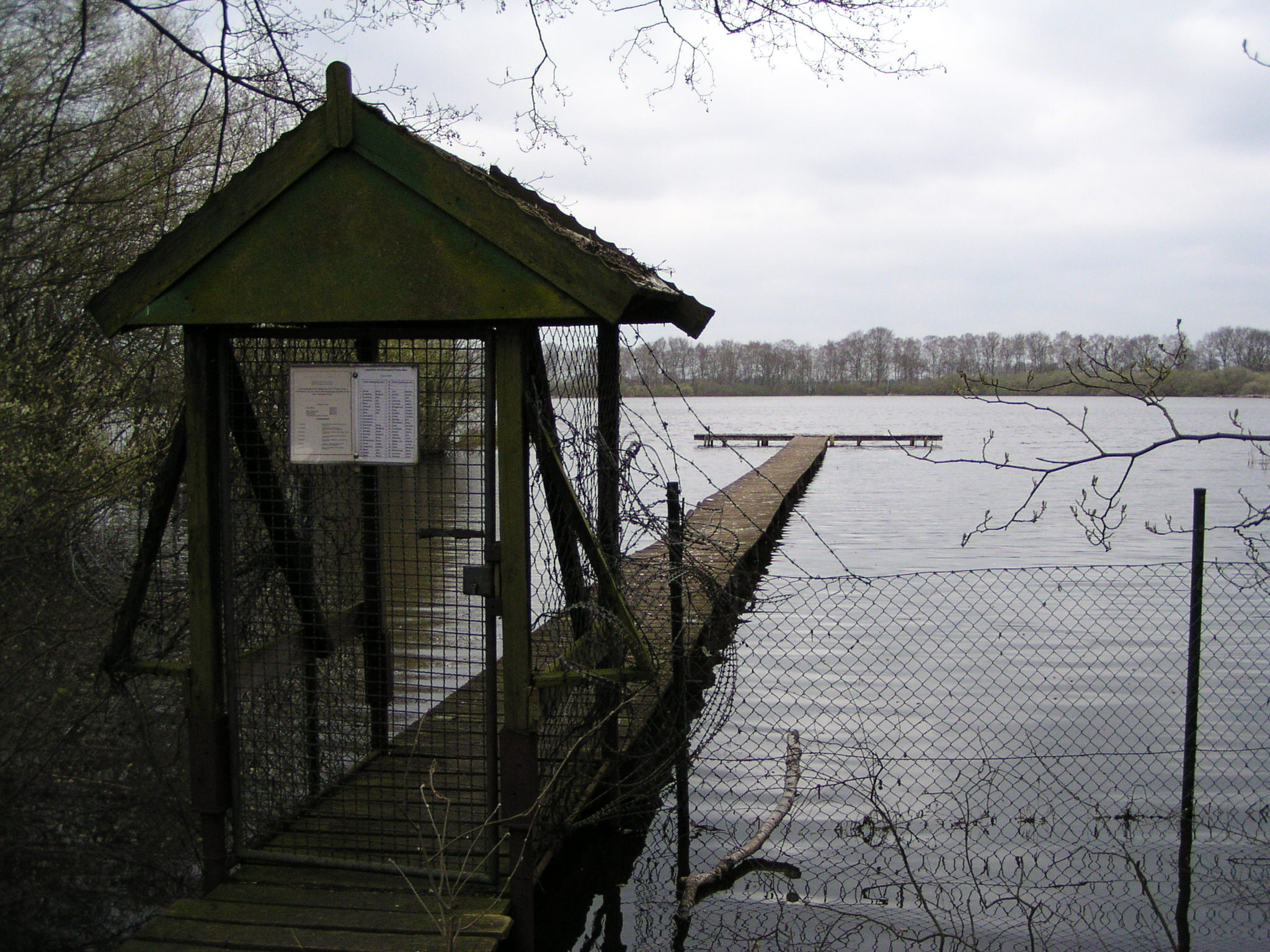
Großes Meer

- Großes Meer. Es liegt fünf Kilometer südlich vom Ortskern von Eydelstedt, steht seit 1942 unter Naturschutz und hat eine Fläche von 24,6 ha.

## Bauwerke
In der Liste der Baudenkmale in Eydelstedt sind 27 Baudenkmale aufgeführt.

## Wirtschaft und Infrastruktur

### Wirtschaft
Am Westrand der Gemeinde befindet sich der Hülsmeyer-Park. Nach Auflösung der Hülsmeyer-Kaserne haben sich in den umgebauten Unterkünften, Lagerhallen und Werkstätten mehrere Unternehmen angesiedelt.

### Verkehr
Westlich der Gemeinde in etwa drei Kilometern Entfernung verläuft die Bundesstraße 51, Bassum – Osnabrück.

### Bildung
In der Gemeinde Eydelstedt wurde 2021 ein Familien- und Bildungszentrum eingeweiht. Dieses beinhaltet neben der schon zuvor vorhandenen Grundschule eine Kindertagesstätte, eine Krippe und einen Raum für Vereinsaktivitäten.

### Vereine, Einrichtungen
- Chorgemeinschaft Eydelstedt
- Freiwillige Feuerwehren in allen Ortsteilen
- Kyffhäuser-Kameradschaft Eydelstedt/Wohlstreck
- Schützenverein Eydelstedt 1911
- Schützenverein Dörpel von 1913
- Schützenverein Donstorf
- Schützenverein Düste-Rechtern von 1907
- Schützenverein Wohlstreck  von 1908
- Sportverein SV DEDWD Jura 67

## Söhne und Töchter der Gemeinde
- Jan Hinnerk Wördemann (1851–1923), niederdeutscher Autor, Schauspieler und Rezitator.
- Christian Hülsmeyer (1881–1957), Erfinder des Radars und Unternehmer.